# Life Is But a Dream
Life Is But a Dream é um documentário realizado e produzido pela HBO sobre a vida da cantora estadunidense Beyoncé Knowles, durante os anos de 2011 e 2012 e na gravação do seu quinto álbum. O longa foi dirigido pela própria Beyoncé. O filme mostra Beyoncé desde momentos íntimos da sua gravidez, a bastidores e ensaios dos concertos Revel Presents: Beyoncé Live.

## Divulgação
Em dezembro de 2012, a HBO divulgou um teaser do documentário com cenas intimas de Beyoncé até a apresentações de turnês e festivais. No dia 13 de janeiro, a HBO divulgou o trailer oficial das filmagens. Ainda no mês de janeiro, a HBO liberou cópias do filme para a impressa. No dia 12 de fevereiro, foi realizada a pré-estreia do documentário, para a imprensa e artistas.